# 山本和彦
山本 和彦（やまもと かずひこ、1961年6月6日 - ）は、日本の法学者。専門は民事訴訟法・倒産法・仲裁法。一橋大学大学院法学研究科教授。一橋大学法科大学院長。日本スポーツ仲裁機構長。

## 略歴
兵庫県神戸市出身。東北大学助教授等を経て、一橋大学教授。2004年から日本民事訴訟法学会理事。
カンボジア王国に対する法制度整備支援における貢献に対し2009年カンボジア王国友好勲章（Sahametrei勲章）受章。2010年全国銀行学術研究振興財団賞受賞。2021年消費者支援功労者表彰内閣府特命担当大臣表彰受賞。

## 学歴
- 1980年 灘高等学校卒業
- 1984年 東京大学法学部卒業

## 職歴
- 1984年 東京大学法学部助手
- 1987年 東北大学法学部助教授
- 1991年から1993年7月 リヨン第3大学法学部客員研究員
- 1995年 一橋大学法学部助教授
- 2000年 一橋大学大学院国際企業戦略研究科教授
- 2001年 一橋大学大学院法学研究科教授
- 2004年 一橋大学大学院法学研究科法務専攻（法科大学院）教授
- 2015年 公益財団法人日本スポーツ仲裁機構機構長（代表理事）[3]
- 2019年 一橋大学法科大学院長[4]

この間2004年1月から放送大学客員教授、2006年4月から駿河台大学法科大学院非常勤講師。

## 学会活動
- 2004年5月から 日本民事訴訟法学会理事
- 2004年10月から 仲裁ADR法学会理事
- 2006年4月から 司法アクセス学会理事
- 2006年8月から 日本学術会議連携委員
- 2013年から 日仏法学会理事

## 社会的活動
- 1999年から2001年 日弁連法務研究財団研究員（21世紀における日本の民事訴訟のあり方についての研究）
- 内閣司法制度改革推進本部
  - 2002年1月から2004年11月 ADR検討会座長代理
  - 2002年1月から2004年11月 仲裁検討会メンバー
- 2000年9月 金融庁金融トラブル連絡調整協議会委員・座長代理
- 大蔵省金融審議会
  - 2000年 第一部会ホールセール・リーテイルに関するワーキンググループ委員
- 2003年 法務省境界確定制度に関する研究会委員
- 2003年 経済産業省ADRシステム規格国際適正化ワーキンググループ主査
- 2003年5月から 最高裁判所司法修習委員会幹事
- 2003年5月から2005年7月 法務省法制審議会国際私法（現代化関係）部会幹事
- 2004年2月から 日本執行官連盟顧問
- 2004年7月から 最高裁判所裁判の迅速化に係る検証に関する検討会委員
- 2004年・2005年 法務省司法試験（第二次試験）考査委員（民事訴訟法担当）
- 2005年5月から 法務省司法試験（新司法試験）考査委員（倒産法担当）
- 2005年 法務省司法制度改革実施推進会議参与
- 2005年4月から2006年3月 参議院法務委員会調査室客員調査員
- 2005年7月から 社団法人商事法務研究会商事法務賞審査委員
- 2005年7月から 大学評価・学位授与機構法科大学院認証評価委員会評価部会委員
- 経済産業省産業構造審議会
  - 2006年1月から 新成長政策部会事業再生小委員会委員
  - 2006年6月から 知的財産政策部会流通・流動化小委員会委員
- 2006年4月から 法務省日本司法支援センター評価委員会委員長
- 2006年4月から 経済産業省輸出入取引審議会企画調整部会専門委員
- 2006年4月から 東京地方裁判所民事調停委員
- 2006年6月から 財団法人民事紛争処理研究基金評議員
- 民法（債権法）改正検討委員会委員
- 法務省法制審議会民事訴訟法部会幹事
- 2010年 厚生労働省医療裁判外紛争解決（ADR）機関連絡調整会議座長
- 2010年11月 総務省電気通信事業紛争処理委員会委員
- 2011年 金融トラブル連絡調整協議会座長
- 2013年 厚生労働省医療事故調査制度の施行に係る検討会座長
- 2013年 文部科学省中央教育審議会大学分科会法科大学院特別委員会専門委員
- 2014年 金融庁金融機能強化審査会会長
- 2014年 消費者庁消費者契約法専門調査会委員
- 2024年 法務省法制審議会委員[5]

## 著書

### 単著
- 『利用者からみた民事訴訟』（日本評論社、2006年）
- 『倒産処理法入門（第2版補訂版）』（有斐閣、2006年）
- 『民事訴訟の過去・現在・未来』（日本評論社、2005年）
- 『よくわかる民事裁判（第2版）』（有斐閣、2005年）
- 『国際倒産法制』（商事法務、2002年）
- 『民事訴訟の基本問題』（判例タイムズ社、2002年）
- 『民事訴訟審理構造論』（信山社、1995年）
- 『フランスの司法』（有斐閣、1995年）

### 共著
- 『裁判の法と手続（改訂版）』（酒巻匡）（放送大学教育振興会、2008年）
- 『ADR仲裁法』（山田文）日本評論社、2008年）
- 『民事訴訟法の論争』（伊藤眞、加藤新太郎）（有斐閣、2007年）
- 『民事執行・保全法（第2版補訂）』（上原敏夫、長谷部由起子）（有斐閣、2007年）
- 『倒産法概説』（笠井正俊、水元宏典、中西正、沖野眞已）（弘文堂、2006年）
- 『民事訴訟法（第5版）』（上原敏夫、池田辰夫）（有斐閣、2006年）
- 『現代の裁判（第4版）』（市川正人、酒巻匡）（有斐閣、2005年）
- 『手続裁量とその規律』（大江忠、加藤新太郎）（有斐閣、2005年）
- 『基本判例民事訴訟法』（上原敏夫、池田辰夫）（有斐閣、2002年）
- 『解説・個人再生手続』（園尾隆司、小林秀之）（弘文堂、2001年）

### 共編著
- 『ロースクール民事訴訟法（第3版）』（三木浩一）（有斐閣、2008年）
- 『Q&A民事再生法（第2版）』（長谷川宅司、岡正晶、小林信明）（有斐閣、2006年）
- 『民事手続法と商事法務』（新堂幸司）（商事法務、2007年）
- 『ケースブック民事訴訟法（第2版）』（長谷部由起子、山本弘、松下淳一、笠井正俊、菱田雄郷）（弘文堂、2005年）
- 『ロースクール倒産法』（三木浩一）（有斐閣、2005年）